# علوي بن درويش كيال
علوي بن درويش بن علوي كيال وزير البرق والبريد والهاتف السعودي السابق ولد في عام 1355 هـ الموافق 1936م في حارة اليمن بمدينة جدة. حصل على وسام الملك عبد العزيز من الطبقة الثانية.

## مؤهلاته العلمية
في عام 1956م سافر علوي ضمن 13 طالب إلى لبنان في أول بعثة دراسية سعودية منظمة إلى الجامعة الأمريكية ببيروت، حصل بعدها على بكالوريوس علوم تجارية تحديداً في العام 1961م، عاد إلى السعودية وعمل معيداً بجامعة الملك سعود في الرياض بالمرتبة الرابعة، ثم انتقل بموجب قرار مجلس الوزراء للعمل على وظيفة مدير عام مؤسسة الضمان الاجتماعي وعلى المرتبة الثالثة ثم الثانية وعليها تم ابتعاثه في العام 1965م لإكمال دراسته العليا بأمريكا، حصل على الماجستير من الجامعة الأمريكية بواشنطن دي سي عام 1967م تخصص إدارة الأعمال، ثم حصل على الدكتواه عام 1972م في العلوم السياسية من جامعة ولاية كولورادو.

### منصبه
خدم علوي كيال في وظائف الدولة لأكثر من 35 عاما متواصلة، قضى منها 21 عاماً في منصب وزير، وهو أول وزير لوزارة البرق والبريد والهاتف بالمملكة العربية السعودية التي تولاها من سنة 1395هـ إلى 1416هـ،  وعاصر ثلاثة عهود ملكية، حيث عمل مع الملك فيصل بن عبد العزيز آل سعود، ثم الملك خالد بن عبد العزيز آل سعود، ثم خادم الحرمين الشريفين الملك فهد بن عبد العزيز آل سعود. حصل علوي كيال على وسام الملك عبد العزيز من الطبقة الثانية.